# Bandalag íslenskra skáta
Bandalag íslenskra skáta, kurz BIS, ist der isländische Pfadfinderverband. Er wurde bereits 1912 gegründet und war 1924 eines der ersten Mitglieder der WOSM. Weibliche Pfadfinder existieren in Island seit 1922, der BIS war auch Gründungsmitglied der WAGGGS.
Der Verband betreut 1493 männliche (Stand: 1999) und 2002 weibliche (Stand: 2003) Pfadfinder in 35 Gruppen.

## Geschichte
Die ersten Pfadfinder wurde 1911 von Ingvar Ólafsson in Island gegründet. Er war in Dänemark Pfadfinder und gründete daraufhin die erste Patrulle in Island, das damals Teil des Königreiches Dänemark war.
Die erste Versammlung, Skátafelag Reykjavíkur (isl. Reykjavíker Pfadfindergesellschaft) wurde am 2. November 1912 gegründet, hauptsächlich aus Mitgliedern der ersten isländischen Patrulle. Eine weitere Gruppe wurde am 23. April 1913 gegründet, von Mitgliedern des Reykjavíker YMCA. 1916 wurde eine Gruppe in Stykkishólmur gegründet, 1917 in Akureyri. Weitere Gruppen folgten in Hafnarfjörður, Eyrarbakki Akranes and Ísafjörður.
Die erste weibliche Gruppe wurde am 7. Juli 1922 vom YWCA gegründet.
Ein nationaler Pfadfinderverband formierte sich 1925. Der erste Leiter der Organisation war Axel W. Tulinius (1925-38), anschließend hatten Helgi Tómasson (1938-58), Jónas B. Jónsson (1958-71), Páll Gíslason (1971-81), Ágúst Þorsteinsson (1981-88), Gunnar H. Eyjólfsson (1988-93) und Ólafur Ásgeirsson (1993-) dieses Amt inne. 2005 übernahm mit Margrét Tómasdóttir die erste Frau die Leitung des Verbandes.
Durch die Isländische Unabhängigkeit 1918 wurde es für Verbände möglich, sich internationalen Verbänden anzuschließen. Der Pfadfinderverband tat dies als eine der ersten Organisationen, als es 1924 dem WOSM beitrat, 1928 folgte der Beitritt zur WAGGGS. An Jamborees nehmen isländische Pfadfinder seit 1924 (Ermelunden) teil.
Die Pfadfinder entwickelten sich rasch in Island und während der 1930er und 1940er hatte der Verband etwa 3000 Mitglieder, bei einer Bevölkerung von 130.000 Menschen. 1938 wurden die ersten koedukativen Gruppen in Keflavík and Vestmannaeyjar gegründet, die sowohl männliche (Scouts) als auch weibliche (Guides) Pfadfinder aufnahmen.
Ein eigener Pfadfinderverband der Guides wurde 1939 von Jakobína Magnúsdóttir gegründet. Bereits 1944 schlossen sich beide Verbände weltweit als erster koedukativer nationaler Pfadfinderverband zusammen.
1942 wurde vom Verband der Bauernhof Úlfljótsvatn in der Nähe von Reykjavík gemietet, der seit damals das Zentrum der Ausbildung ist und auch als Lagerplatz genutzt wird. Ein neues Pfadfinderzentrum in Hamrar bei Akureyri wird derzeit neu adaptiert.

## Altersstufen
- Biber: 7–8 Jahre
- Wölflinge: 9–10 Jahre
- Scouts (Späher): 11–14
- Explorer: 14–18
- Rettungseinheiten: 17 und älter

Das Pfadfindermotto ist Ávallt viðbúinn (Allzeit bereit).